# Alexander Engel (Eishockeyspieler, 1962)
Alexander Engel (russisch Александр Энгель; * 25. April 1962 in Ust-Kamenogorsk, Kasachische SSR) ist ein ehemaliger deutsch-kasachischer Eishockeyspieler.

## Karriere
Engel begann seine Karriere zur Saison 1984/85 in der zweithöchsten sowjetischen Liga bei Torpedo Ust-Kamenogorsk, für die er insgesamt sieben Jahre sportlich aktiv war, ehe er nach Deutschland wechselte. Zur Spielzeit 1991/92 spielte er für den EC Ratingen in der 2. Bundesliga und stieg noch in der gleichen Saison in die 1. Bundesliga auf. Zur Gründung der Deutschen Eishockey Liga zur Saison 1994/95 wechselte er dann zu den Kassel Huskies.
Er war der erste Nationalspieler der Kasseler und auch beim Deutschland Cup 1994 aktiv. Seinen größten Erfolg feierte er zusammen mit den Huskies im Jahre 1997, als er und die Huskies zum ersten Mal die Vizemeisterschaft feierten, bis er in der darauf folgenden Saison dann zum damaligen GEC Nordhorn in die zweitklassige 1. Liga Nord wechselte. Nach zwei Jahren wechselte er dann zu den Hamburg Crocodiles, bis er 2001 dann beim EC Wilhelmshaven-Stickhausen seine Karriere in der 2. Liga beendete.
Sein gleichnamiger Sohn ist zur Saison 2008/09 bei den Lausitzer Füchsen sportlich aktiv.